# براين كيد ريدلي
براين كيد ريدلي (بالألمانية: Brian Kidd Ridley) (و. 1931 – م) هو فيزيائي من المملكة المتحدة .
وهو عضواً في الجمعية الملكية .

## جوائز
حصل على جوائز منها:
- Dirac Medal (IOP) (2001).